# La famiglia Mulligan
La famiglia Mulligan (Mulligan's Stew) è una serie televisiva statunitense in 7 episodi trasmessi per la prima volta nel corso di una sola stagione nel 1977. È una sitcom familiare di breve durata incentrata sulla vita della famiglia Mulligan.

## Trama
Michael Mulligan è un insegnante di liceo e allenatore di football sposato con Jane, che lavora come infermiera della scuola. La serie è ambientata nella fittizia comunità di Birchfield, nel sud della California.
Michael e Jane hanno tre figli, Mark, Melinda e Jimmy, e hanno difficoltà a sbarcare il lunario. Le cose cominciano ulteriormente a complicarsi, anche in termini di spazio, quando i Mulligan ospitano presso la loro casa i nipoti Adam Freedman (soprannominato Moose), Polaris Freedman (soprannominata Polly), e Starshine Freedman (soprannominata Stevie), dopo che i loro genitori sono morti in un incidente aereo. I Freedman prima di morire erano stati in procinto di adottare un altro bambino, il vietnamita Kimmy, e i Mulligan si ripromettono di finalizzare l'adozione.

## Personaggi e interpreti
- Michael Mulligan (7 episodi, 1977), interpretato da Lawrence Pressman.
- Jane Mulligan (7 episodi, 1977), interpretata da Elinor Donahue.
- Mark Mulligan (1 episodio (pilot), 1977), interpretato da Johnny Whitaker.
- Mark Mulligan (6 episodi (serie), 1977), interpretato da Johnny Doran.
- Melinda Mulligan (7 episodi, 1977), interpretata da Julie Anne Haddock.
- Jimmy Mulligan (7 episodi, 1977), interpretato da K.C. Martel.
- Polaris 'Polly' Freedman (7 episodi, 1977), interpretata da Lory Loccheim.
- Stevie Freedman (7 episodi, 1977), interpretata da Suzanne Crough.
- Adam 'Moose' Freedman (7 episodi, 1977), interpretato da Christopher Ciampa.
- Kimmy Nguyen Freedman (7 episodi, 1977), interpretata da Sunshine Lee.
- Boots Greeley (2 episodi, 1977), interpretato da David Jolliffe.

## Produzione
La serie, ideata da Joanna Lee, fu prodotta da Paramount Television. Le musiche furono composte da George Aliceson Tipton.

### Registi
Tra i registi sono accreditati:
- Noel Black

### Sceneggiatori
Tra gli sceneggiatori sono accreditati:
- Joanna Lee

## Distribuzione
La serie fu trasmessa negli Stati Uniti dal 20 giugno 1977 (pilot) e dal 25 ottobre 1977 (1º episodio) al 13 dicembre 1977 sulla rete televisiva NBC. In Italia è stata trasmessa con il titolo La famiglia Mulligan.

## Episodi
| Stagione       | Episodi | Prima TV USA |
| -------------- | ------- | ------------ |
| Prima stagione | 6+1     | 1977         |